# The Silverettes
The Silverettes sind eine deutsche Rock-’n’-Roll-Band aus Ostwestfalen-Lippe und dem Ruhrgebiet.

## Bandgeschichte
Die Gruppe wurde 2011 gegründet. Die Sängerinnen wurden zunächst von den drei Musikern Andreas Bach (Gitarre), Bernhard Weichninger (Schlagzeug) und Christoph Herder (Kontrabass) begleitet und begannen als Vorgruppe bei Dick Brave, Boppin’B und The BossHoss.
Das erste Album bestand 2014 vorwiegend noch aus Coverversionen. So wurden Titel wie Girls Just Want to Have Fun von Cyndi Lauper, Evacuate The Dancefloor von Cascada oder Do You Really Want to Hurt Me von Culture Club im Rockabilly Style dargeboten.
Das zweite Album bestand, bis auf zwei Ausnahmen, komplett aus Eigenkompositionen. Julia Fette und Saskia Krisse verließen aus persönlichen Gründen die Band und wurden durch Janina Ruopp und Nina Kappeller ersetzt.
2020 kam Hannah van Do als Ersatz für die ausgeschiedene Nina zur Band. Mit dem dritten Album übernahmen die Mitglieder zusätzlich auch die Instrumente.

## Rezension
Andreas Schiffmann hebt besonders die Kraft der Live-Auftritte hervor und prophezeit dem zweiten Album einige potentielle Hits. Die Gruppe bezeichnet er als eine „..Rockabilly Band ohne Scheuklappen“ und gab dem Album Dirty Talk 11 von 15 Punkten.
Johannes Joos schrieb in der Kritik zum dritten Album Risky Business, es [das Album] „..schielt[e] trotz rock ‘n’ rolligen Gitarrenriffs, Kontrabass und viel Shuffle zu sehr nach Mainstream-Pop..“, er bemängelte die „80er-Jahre-Sound-Ästhetik“ und zog das Fazit „The Silverettes sind Partyrock mit Oldschool-Flair“.

## Diskografie
- 2014: The Real Rock'n'Roll Chicks
- 2017: Talk Dirty
- 2021: Risky Business
- 2025: Go International